# London-Surrey Cycle Classic 2011
La 1re édition de la London-Surrey Cycle Classic, a eu lieu le dimanche 14 août 2011 et se dispute dans Londres et le comté de Surrey. L'épreuve sert de répétition en vue des Jeux olympiques de 2012 et est classée 1.2 de l'UCI Europe Tour 2011. 
Effectuée essentiellement par des équipes nationales, l'épreuve est remportée par le coureur britannique Mark Cavendish qui s'impose au sprint au terme de 140,3 kilomètres de course. La deuxième place revient à l'Italien Sacha Modolo devant le Français Samuel Dumoulin.

## Présentation

### Parcours
L'épreuve débute et s'achève à Londres, dans The Mall, près du palais de Buckingham. Le parcours s'étend sur 140 kilomètres. À la suite du départ londonien, les coureurs disputent un parcours de 140,3 kilomètres entre la ville de Londres et le comté de Surrey. La course comporte deux difficultés dont la dernière se situe à 49 kilomètres de l'arrivée.

### Participants
Véritable répétition de l'épreuve en ligne des Jeux olympiques de 2012, chaque équipe n'a le droit d'aligner que 5 participants. Les équipes alignées sont des équipes nationales accompagnées d'équipes continentales britanniques, ce qui ne sera pas le cas pour ces dernières lors des Jeux olympiques. 28 équipes de 5 coureurs sont au départ.

## Récit de la course
L'échappée initiale de la course est composée de trois coureurs britanniques, Tom Murray, Liam Holohan et Kristian House, ainsi que d'un coureur brésilien, Cleberson Weber. L'avance de ces 4 hommes atteint au maximum 6 minutes et 32 secondes. La montée finale permet de faire une sélection parmi les coureurs de tête. Le Brésilien Weber est le premier coureur décroché, avant que Murray ne le soit à son tour à cause d'une chute. À 30 kilomètres de l'arrivée Luca Paolini et Heinrich Haussler sortent du peloton mais ne creusent pas d'écart. À 5 kilomètres de l'arrivée, Kurt Asle Arvesen attaque en tête d'un peloton regroupé et mené par l'équipe britannique. Son avance ne dépasse pas les 10 secondes et il est rapidement rejoint. La course se dirige donc vers un sprint massif, sprint auquel ne participe toutefois pas Tyler Farrar, victime d'une chute qui ne laisse qu'une vingtaine de coureurs se disputer la victoire. Mark Cavendish s'impose au sprint disputé dans l'avenue the Mall. Il devance Sacha Modolo et Samuel Dumoulin,,.

## Classement final
|    | Coureur            | Pays        | Équipe             |    | Temps           |
| -- | ------------------ | ----------- | ------------------ | -- | --------------- |
| 1  | Mark Cavendish     | Royaume-Uni | Royaume-Uni        | en | 3 h 18 min 11 s |
| 2  | Sacha Modolo       | Italie      | Italie             |    | m.t             |
| 3  | Samuel Dumoulin    | France      | France             |    | m.t             |
| 4  | Stuart O'Grady     | Australie   | Australie          |    | m.t             |
| 5  | Michał Gołaś       | Pologne     | Pologne            |    | m.t             |
| 6  | Borut Božič        | Slovénie    | Slovénie           |    | m.t             |
| 7  | Alexander Kristoff | Norvège     | Norvège            |    | m.t             |
| 8  | Matthew Goss       | Australie   | Australie          |    | m.t             |
| 9  | Ian Bibby          | Royaume-Uni | Motorpoint         |    | m.t             |
| 10 | Andrew Tennant     | Royaume-Uni | Rapha Condor-Sharp |    | m.t             |